# Augusto Larreta
Augusto Carlos Antonio Rodríguez Larreta (* 7. Juli 1926 in Buenos Aires; † 21. August 2019 ebenda) war ein argentinischer Schauspieler, Theaterproduzent und -regisseur, Künstler, Musiker und Priester.

## Leben
Larreta wurde am 7. Juli 1926 in Buenos Aires als Sohn aristokratischer Eltern geboren. Sein Vater war Augusto Rodríguez Larreta Marcó del Pont (1898–1945), seine Mutter Tránsito Leloir. Seine Vorfahren  kamen aus Uruguay und gingen aufgrund politischer Gründe in Argentinien ins Exil. Der argentinische Politiker Horacio Rodríguez Larreta ist sein Neffe. Ein weiterer entfernter Verwandter ist der Schriftsteller Enrique Larreta. 1955 wurde Larreta vorübergehend inhaftiert, als er sich in Buenos Aires gegen das Niederbrennen mehrerer katholischer Kirchen und Gebäude einsetzte. In erster Ehe war er 37 Jahre mit der elf Jahre älteren Jacqueline de Elizalde Bruel verheiratet. Sie brachte drei Kinder in die Ehe. Nach ihrem Tod trat er dem Priestertum bei, um seiner Frau „näher“ zu sein. Aufgrund von Meinungsverschiedenheiten kehrte er dem Priestertum den Rücken und lernte Maria Teresa Civit kennen, die er 1992 heiratete.

## Karriere
Er begann mehrere Studiengänge. So schrieb er sich zuerst für Ingenieurwissenschaften ein und studierte später Rechtswissenschaften. Danach begann er ein Studium der Philosophie. Da er in seiner Studienzeit als Aktivist in Erscheinung trat, verzögerte sich sein jeweiliges Studium. Final schloss er seine Studienzeit als Anwalt ab. Dank eines Stipendium finanzierte er sich ein Theaterschauspielstudium in den USA. Danach bekleidete er eine wichtige Position in einem amerikanischen Unternehmen, ehe er in Guatemala sein Schauspielstudium fortsetzte.
Ab den 1970er Jahren war Larreta regelmäßig in argentinischen Film- und Serienproduktionen zu sehen. 1983 stellte er in Der Todesjäger die Rolle des Salmaron dar. Im selben Jahr war er im Film Schmutziger Kleinkrieg als Prudencio Guzmán zu sehen. 1985 spielte er im Film Die offizielle Geschichte einen General und wirkte im selben Jahr im Film Wizards of the Lost Kingdom als König Tylor mit, dessen Herrschaft von seiner Frau und einem bösen Zauberer beendet wird und er den Putsch mit seinem Leben bezahlt. 2004 stellte er in der Fernsehserie El Deseo die Rolle des Don Bernal dar.
Er verstarb am 21. August 2019 im Alter von 93 Jahren in Buenos Aires.

## Filmografie (Auswahl)
- 1975: Triángulo de cuatro
- 1975: La guerra del cerdo
- 1977: El soltero
- 1978: Los médicos
- 1978: Allá lejos y hace tiempo
- 1979: Custodio de señoras
- 1979: ...Y mañana serán hombres
- 1979: El poder de las tinieblas
- 1979: El rey de los exhortos
- 1979: El último amor en Tierra del Fuego
- 1979: Los hijos de López (Fernsehserie, 19 Episoden)
- 1980: Los hijos de López
- 1980: Los superagentes contra todos
- 1980: El infierno tan temido
- 1980: Departamento compartido
- 1981: Te rompo el rating
- 1981: Las mujeres son cosa de guapos
- 1982: Los fierecillos indomables
- 1983: Los fierecillos se divierten
- 1983: Der Todesjäger (Deathstalker)
- 1983: Schmutziger Kleinkrieg (No habrá más penas ni olvido)
- 1983: La Chona superstar (Fernsehserie, 3 Episoden)
- 1984: Venido a menos
- 1985: Die offizielle Geschichte (La historia oficial)
- 1985: Wizards of the Lost Kingdom
- 1985: Bairoletto, la aventura de un rebelde
- 1993: Cha cha cha (Fernsehserie, Episode 1x08)
- 1994: Una sombra ya pronto serás
- 1999: Campeones de la vida (Fernsehserie)
- 1999: Ángel, la diva y yo
- 2004: El Deseo (Fernsehserie, 25 Episoden)
- 2005: Casados con hijos (Fernsehserie, Episode 1x66)

## Theater (Auswahl)

### Schauspiel
- 1992–1995: Fiesta de casamiento como el esposo de la amante5
- 2003: Teatro al instante
- 2004: Matando palabras

### Theaterschaffender
- 1983: Verdades, Aforismos
- 1996: Te cuento, María Teresa
- 1996: Del amor y Dios, teatro
- 1999: Versos desnudos, Poesía

## Diskografie (Auswahl)
- 1998: Versos Desnudos